# Pleurogonium inerme
Pleurogonium inerme là một loài chân đều trong họ Paramunnidae. Loài này được G.O. Sars miêu tả khoa học năm 1882.